# Bataillon Roland
Pour les articles homonymes, voir Roland (homonymie).
Le bataillon Roland est une ancienne unité ukrainienne de la Wehrmacht. Comme le bataillon Nachtigall, fut constituée par l'Organisation des nationalistes ukrainiens (OUN) en priorité en vue de l'opération Barbarossa.
L'entraînement commença en mai 1941 et se déroula dans le château de Saubersdorf, en Autriche. Encadré par des instructeurs allemands, le bataillon fut entraîné très durement. Avec le début des hostilités contre l'Union soviétique, le bataillon suivit les armées allemandes et roumaines dans le sud de l'Ukraine. Plus tard, l'unité fut ramenée à Francfort où elle fut rejointe par le bataillon Nachtigall.

## Articles liés
- Schutzmannschaft Bataillon 201